# Hemielimaea adeviara
Hemielimaea adeviara is een rechtvleugelig insect uit de familie sabelsprinkhanen (Tettigoniidae). De wetenschappelijke naam van deze soort is voor het eerst geldig gepubliceerd in 2012 door Song, Yuan & Liu.